# Luigi Dodi (calciatore)
Luigi Dodi (Guiglia, 4 agosto 1918 – Albenga, 14 giugno 1997) è stato un calciatore italiano, di ruolo attaccante.

## Carriera

### Giocatore
Ha militato nel Bologna. Nella stagione 1940-1941 ha giocato in prestito nel Varazze, nel campionato di Serie C; nella stagione 1941-1942 ha invece giocato sempre in terza serie nel Baracca Lugo, società con cui aveva già militato anche nella stagione 1938-1939 (nella quale aveva anche segnato 5 reti).
Nella stagione 1942-1943 ha giocato nel Savona, in Serie B, categoria in cui ha disputato 16 partite senza mai segnare; dopo una parentesi con 3 presenze nel Campionato Alta Italia nella stagione 1943-1944, gioca nella squadra ligure anche nel corso della stagione 1945-1946, nel campionato misto di Serie B e C Alta Italia, nel quale segna 4 reti in 14 presenze. Fa parte della rosa del Savona anche durante la stagione 1946-1947, disputata in Serie B, nella quale va a segno 4 volte in 22 presenze. Con il Savona (con cui ha inoltre segnato un gol in 7 presenze in Serie C nella stagione 1947-1948) ha giocato in totale 60 partite segnando 11 gol. Nella stagione 1948-1949 ha giocato in Serie C nella Reggina, con cui ha segnato 2 gol in 16 presenze. Nella stagione 1949-1950 ha vestito la maglia del Villasanta in terza serie (segnando 10 gol in 27 presenze), mentre nella stagione 1950-1951 ha giocato in Serie C nel Ponte San Pietro.
Nella stagione 1958-1959 ha giocato nel campionato ligure di Promozione con la maglia dell'Albisola.

### Allenatore
Nella stagione 1974-1975 ha allenato l'Andora in Seconda Categoria, terminando il campionato con un secondo posto in classifica.
Nell'ultima parte della sua vita fu residente ad Alassio.

## Palmarès

### Giocatore

#### Competizioni nazionali
- Serie C: 1

Savona: 1947-1948